# بدو رحل (كشر)

تعديل مصدري - تعديل

بدو رحل هي إحدى قرى عزلة عاهم بمديرية كشر التابعة لمحافظة حجة، بلغ تعداد سكانها 36 نسمة حسب تعداد اليمن لعام 2004.